# Santiago de Cali
Santiago de Cali cunoscut în forma scurtă Cali, este capitala departamentlui Valle del Cauca din Columbia și e al treilea oraș ca mărime al Columbiei, după Bogotá și Medellín.
În calitate de capitală a departamenului, în oraș își au sediile Guvernul departamentului Valle del Cauca, Adunarea Departamentală, Tribunalul Departamental, Fiscul General, și alte instituții și organizații ale statului.
Santiago de Cali a fost fondat în 1536 fiind unul din primele orașe fondate în America după descoperire. Doar din 1930 a început să se dezvolte efectiv, devenint unul dintre principalele centre economice, culturale, industriale al țării și principalul centru urban al sud-vestului columbian.

## Personalități născute aici
- Duván Zapata (n. 1991), fotbalist.